# Liste der Hochhäuser in Utah
In der Liste der Hochhäuser in Utah werden die Hochhäuser im US-Bundesstaat Utah ab einer strukturellen Höhe von 75 Metern aufgezählt. Das bedeutet die Höhe bis zum höchsten Punkt des Gebäudes ohne Antenne. Aufgezählt werden nur fertiggestellte und im Bau befindliche Hochhäuser.

## Auflistung der Hochhäuser nach Höhe
| Nr. | Name                       | Stadt          | Höhe                          | Etagen | Baujahr                             | Status   |
| --- | -------------------------- | -------------- | ----------------------------- | ------ | ----------------------------------- | -------- |
| 1.  | Wells Fargo Center         | Salt Lake City | 128,7 m (Höhe bis zur Spitze) | 26     | 1998                                | Erbaut   |
| 2.  | LDS Church Office Building | Salt Lake City | 128 m                         | 28     | 1972                                | Erbaut   |
| 3.  | The Promontory             | Salt Lake City | 114,3 m                       | 30     | 2011                                | Erbaut   |
| 4.  | Key Bank Tower             | Salt Lake City | 107 m                         | 27     | 1976                                | Erbaut   |
| 5.  | One Utah Center            | Salt Lake City | 106,7 m                       | 24     | 1991                                | Erbaut   |
| 6.  | Gateway Tower West         | Salt Lake City | 102,1 m                       | 20     | 1998                                | Erbaut   |
| 7.  | American Tower South       | Salt Lake City | 98,8 m                        | 26     | 1982                                | Erbaut   |
| =   | American Tower North       | Salt Lake City | 98,8 m                        | 26     | 1982                                | Erbaut   |
| 9.  | Eagle Gate Plaza           | Salt Lake City | 97,5 m                        | 22     | 1986                                | Erbaut   |
| 10. | 22 South Main Street       | Salt Lake City | 96,3 m                        | 22     | 2009                                | Erbaut   |
| 11. | 136 East South Temple      | Salt Lake City | 83,5 m                        | 24     | 1976                                | Erbaut   |
| 12. | Zions Bank Tower           | Salt Lake City | 81,4 m                        | 18     | 1965                                | Erbaut   |
| 13. | The Regent                 | Salt Lake City | 80,8 m                        | 20     | 2011                                | Erbaut   |
| 14. | The Cascade                | Salt Lake City | 77,7 m                        | 19     | noch nicht festgelegt, geplant 2010 | Baustopp |